# ニュー・クリスタル・サイレンス
『ニュー・クリスタル・サイレンス』（原題：The New Crystal Silence）は、チック・コリアとゲイリー・バートンが連名で2007年に録音し、2008年に発表したライブ・アルバム。

## 背景
コリアとバートンの初のコラボレーション・アルバム『クリスタル・サイレンス』（ECMレコード、1972年録音・1973年発表）35周年を記念して企画された。ディスク1はシドニー交響楽団との共演で、ティム・ガーランドがオーケストラの編曲に貢献した。なお、ガーランドは過去にコリアのリーダー・アルバム『アルティメット・アドヴェンチャー』（2006年）でバスクラリネットやサクソフォーンを演奏している。
コリア作曲の「ラ・フィエスタ」は、本作にはオーケストラ・ヴァージョンとデュオ・ヴァージョンの両方が収録されている。

## 反響・評価
アメリカでは『ビルボード』のジャズ・アルバム・チャートで11位を記録した。第51回グラミー賞では、本作が最優秀ジャズ・インストゥルメンタル・アルバム賞を受賞し、収録曲「ワルツ・フォー・デビイ」は最優秀ジャズ・インストゥルメンタル・ソロ賞にノミネートされた。
Thom Jurekはオールミュージックにおいて5点満点中4点を付け「このデュオをよく知らない人々は、まずECM盤（『クリスタル・サイレンス』）を聴いてみた上で、後年にそれを補完した作品である本作を聴くといい。各々が魅力的で極めて聴き応えのある、対をなす作品である」と評している。

## 収録曲
特記なき楽曲はチック・コリア作。

### ディスク1
1. デュエンデ - "Duende" - 10:54
2. ラヴ・キャッスル - "Love Castle" - 12:41
3. ブラジリア - "Brasilia" - 9:38
4. クリスタル・サイレンス - "Crystal Silence" - 14:09
5. ラ・フィエスタ - "La Fiesta" - 13:35

### ディスク2
1. バド・パウエル - "Bud Powell" - 7:55
2. ワルツ・フォー・デビイ - "Waltz for Debby" (Bill Evans) - 8:03
3. アレグリア - "Alegria" - 5:49
4. ノー・ミステリー - "No Mystery" - 9:12
5. セニョール・マウス - "Señor Mouse" - 9:10
6. スウィート・アンド・ラヴリー - "Sweet and Lovely" (Gus Arnheim, Charles Daniels, Harry Tobias) - 6:56
7. アイ・ラヴ・ユー・ポーギー - "I Love You Porgy" (George Gershwin, Ira Gershwin, DuBose Heyward) - 4:09
8. ラ・フィエスタ - "La Fiesta" - 10:41

## 参加ミュージシャン
- チック・コリア - ピアノ
- ゲイリー・バートン - ヴィブラフォン
- シドニー交響楽団(on Disc 1)
- ジョナサン・ストックハンマー - 指揮(on Disc 1)
- ティム・ガーランド（英語版） - オーケストラ・アレンジ(on Disc 1)